# Loweina
A Loweina a sugarasúszójú halak (Actinopterygii) osztályának Myctophiformes rendjébe, ezen belül a gyöngyöshalfélék (Myctophidae) családjába tartozó nem.

## Rendszerezés
A nembe az alábbi 3 faj tartozik:
- Loweina interrupta (Tåning, 1928)
- Loweina rara (Lütken, 1892)
- Loweina terminata Becker, 1964